# Virtus.pro
Virtus.pro (VP) é uma organização de esportes eletrônicos fundada na Rússia e adquirida por investidores armênios em 2022. Fundada em 2003, a organização tem jogadores competindo em jogos como Counter-Strike: Global Offensive, Dota 2, Rainbow Six Siege, PlayerUnknown's Battlegrounds, Fortnite, Apex Legends, dentre outros.
A equipe de Dota 2 da Virtus.pro participou de vários torneios Majors, conquistando o recorde (amarrado com a Team Secret e OG) de 5 deles e se tornando a melhor equipe da primeira temporada do Circuito Profissional de Dota.
A antiga equipe polonesa de Counter-Strike: Global Offensive (CS:GO) da VP é considerada uma das melhores equipes da história do Counter-Strike, vencendo o Campeonato Major da EMS One Katowice 2014 e vários outros torneios de primeira linha.
Em março de 2022, a Virtus.pro adotou um novo nome neutro para a equipe, Outsiders, em razão da invasão russa da Ucrânia. A equipe de CS:GO da Outsiders venceu o IEM Rio Major 2022, derrotando a Heroic na final.

## Propriedade e nomenclatura
Em novembro de 2015, a equipe conseguiu um investimento de mais de US$ 100 milhões da USM Holdings de Alisher Usmanov. De 2015 a 2022, a Virtus.pro fez parte da ESforce Holding (e também parte da VK). Em março de 2022, a Virtus.pro criou uma nova identidade, Outsiders, devido aos requisitos dos operadores de torneios e suas reivindicações aos laços da empresa controladora da Virtus.pro (VK) com o governo russo, em razão da invasão russa da Ucrânia. A marca Outsiders é um nome neutro para a equipe.
Em setembro de 2022, a Virtus.pro anunciou a aquisição do clube pelo investidor armênio Aram Karamanukyan. Ele se tornou o novo CEO do clube. Desde então, no Dota 2 e em outros jogos, o clube joga com seu nome genuíno Virtus.pro, mas continua jogando no CS:GO como Outsiders. O novo CEO afirmou que "entrou em contato com a ESL (operadora de torneios de CS:GO) para discutir a questão de se apresentar sob o nome Virtus.pro" e "forneceu todos os documentos de suporte e agora aguarda uma decisão".
Em 22 de março de 2023, os organizadores de torneios de CS:GO suspenderam as proibições do nome Virtus.pro.